# Lühnsdorfer Bach
Der Lühnsdorfer Bach ist ein Meliorationsgraben und orographisch rechter Zufluss der Plane im Landkreis Potsdam-Mittelmark in Brandenburg.
Der Bach entspringt in einem Waldgebiet südlich von Kranepuhl, einem Ortsteil der Gemeinde Planetal. Er fließt in südlicher Richtung und dabei westlich des Klinkebergs vorbei und erreicht die Grenze zur Gemeinde Rabenstein/Fläming. Dort verläuft er in östlicher Richtung entlang der Gemeindegrenze und fließt weiter in östlicher Richtung auf die Gemarkung von Niemegk. Er passiert südlich den namensgebenden Ortsteil Lühnsdorf und verläuft fortan in nordöstlicher Richtung wieder auf die Gemarkung von Planetal. Dort passiert er südlich den Ortsteil Dahnsdorf und entwässert schließlich nördlich des Wohnplatzes Komthurmühle in die Plane.